# Waldhausen im Strudengau
Waldhausen im Strudengau est une commune autrichienne du district de Perg en Haute-Autriche.